# 児玉魯一

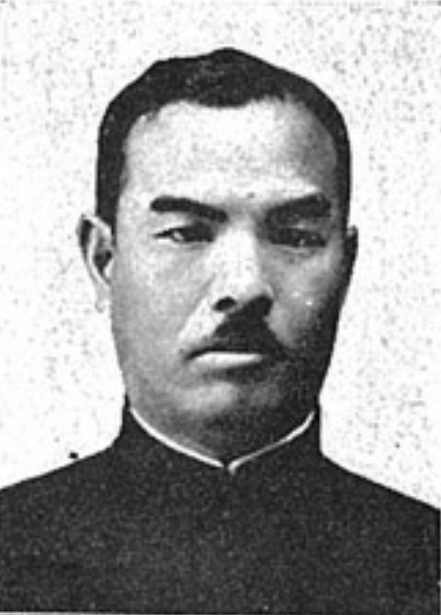
児玉魯一

児玉 魯一（こだま ろいち、1887年（明治20年）11月6日 - 1969年（昭和44年）1月24日）は、日本の官僚。陸軍司政長官。

## 経歴
福岡県出身。1914年（大正3年）、東京帝国大学法科大学政治科を卒業し、高等文官試験に合格した。一年志願兵として入営した後、1916年（大正5年）に千葉県工場監督官補となり、同警視を経て、朝鮮総督府警察官講習所教授、同事務官、忠清南道警察部長、江原道警察部長を歴任した。その後、台湾総督府に転じ、台湾総督高等商業学校教授となった。さらに同事務官、台中州警務部長、澎湖庁長、台東庁長を務めた。1933年（昭和8年）、南洋庁書記官となり、1936年（昭和11年）に退官した。
退官後は、三菱合資会社嘱託を務め、1942年（昭和17年）からは陸軍司政長官としてボルネオ島のクチン州に赴任した。